# Legend (Clannad)
| Recensione | Giudizio |
| ---------- | -------- |
| AllMusic   |          |

Legend è un album dei Clannad, pubblicato dalla RCA Records nel 1984.
Si tratta della colonna sonora della serie televisiva Robin of Sherwood, trasmessa in Gran Bretagna negli anni ottanta.
L'album ricevette vari riconoscimenti fra cui il B.A.F.T.A. (British Academy of Film and Television Arts) Award come migliore colonna sonora dell'anno.

## Tracce
Lato A
1. Robin (The Hooded Man) – 2:48 (Ciarán Brennan)
2. Now Is Here – 3:32 (Pól Brennan)
3. Herne – 5:08 (Pól Brennan)
4. Together We – 3:28 (Pól Brennan)
5. Darkmere – 1:59 (Ciarán Brennan)

Durata totale: 16:55
Lato B
1. Strange Land – 3:10 (Pól Brennan)
2. Scarlet Inside – 5:08 (Pól Brennan)
3. Lady Marian – 3:20 (Ciarán Brennan)
4. Battles – 1:01 (Ciarán Brennan)
5. Ancient Forest – 2:59 (Pól Brennan, Ciarán Brennan, Máire Brennan)

Durata totale: 15:38
Edizione CD del 2003, pubblicato dalla RCA Records (82876 545022)
1. Robin (The Hooded Man) – 2:47 (Ciarán Brennan)
2. Now Is Here – 3:32 (Pól Brennan)
3. Herne – 5:08 (Pól Brennan)
4. Together We – 3:28 (Pól Brennan)
5. Darkmere – 1:59 (Ciarán Brennan)
6. Strange Land – 3:10 (Pól Brennan)
7. Scarlet Inside – 5:08 (Pól Brennan)
8. Lady Marian – 3:20 (Ciarán Brennan)
9. Battles – 1:01 (Ciarán Brennan)
10. Ancient Forest – 2:59 (Pól Brennan, Ciarán Brennan, Máire Brennan)
11. Together We - Cantoma Mix – 5:20 (Pól Brennan) – Bonus Track

Durata totale: 37:52

## Formazione
- Máire Brennan - voce, arpa
- Pól (Paul) Brennan - chitarra, flauto, tin whistle, tastiere, voce
- Ciarán Brennan - contrabbasso, sintetizzatori, chitarra, voce
- Pat Duggan - mandola, chitarra, voce
- Noel Duggan - chitarra, voce

Ospiti
- James Delaney - tastiere
- Paul Moran - batteria
- Pat Farrell - chitarra elettrica
- Frank Ricotti - percussioni

Note aggiuntive
- Tony Clarke - produttore
- Registrazioni effettuate al Windmill Lane Studios di Dublino, Irlanda ed al Trident Studios di Londra, Inghilterra
- Paul Thomas - ingegnere della registrazione
- Dave Botrill - ingegnere della registrazione (brano: Lady Marian)
- Paul Cobbold - ingegnere della registrazione (brano: Lady Marian)
- Mixaggio effettuato al Angel Studios di Londra, Inghilterra